# سوگس کریک (تنسی)
سوگس کریک (به انگلیسی: Suggs Creek) یک منطقهٔ مسکونی در ایالات متحده آمریکا است که در شهرستان ویلسون، تنسی واقع شده‌است. سوگس کریک ۱۶۷ متر بالاتر از سطح دریا قرار دارد.